# Cesare Augusto Tallone
Cesare Augusto Tallone (Bergamo, 10 maggio 1895 – Milano, 4 febbraio 1982) è stato un liutaio italiano.
Figlio del pittore Cesare Tallone, apprese il mestiere di liutaio nella fabbrica FIP di Alpignano e poi alla Zari di Bovisio, di cui fu giovanissimo direttore.   
Gabriele D'Annunzio lo definì “artefice in costruzioni sonore” ed egli divenne accordatore ufficiale del Vittoriale. Perfezionatosi in Germania, negli anni cinquanta iniziò la costruzione dei pianoforti "Tallone", giungendo, dopo dieci anni di studi e sperimentazioni, a produrre il primo pianoforte italiano gran coda da concerto. 
Per il suo orecchio infallibile, la sua squisita sensibilità musicale e la perfetta conoscenza dello strumento, fu stimato, fra gli altri, da Alfred Cortot, Edwin Fischer, Ludwig Hofmann, Arturo Toscanini e Arturo Benedetti Michelangeli, che lo volle con sé come tecnico accordatore durante le sue lunghe tournée internazionali. Fu chiamato in Giappone come consulente della Yamaha per gli strumenti musicali.